# Lago Sfundau
Il lago Sfundau è un lago alpino in Ticino, in cima alla valle Bavona.

## Descrizione
Si trova vicino alla Capanna Cristallina, non lontano dalla val Bedretto ad un'altezza di 2392 m s.l.m..
Viene sfruttato a scopi idroelettrici. Dello stesso impianto fanno parte le dighe di Zöt, Robiei e Cavagnoli.